# La Madone de Laroque
 (octobre 2018).
La Madone de Laroque est un tableau attribué à l'atelier milanais de Léonard de Vinci, découvert en 1998 à Laroque (France).
Ayant été l'objet de nombreuses analyses, la question de savoir s'il est ou non de la main même du maître fait débat.

## Découverte
La tableau, intitulé postérieurement La Madone de Laroque, a été trouvé le 10 octobre 1998 à Laroque en France par trois amateurs d'art, Jacques Proust, Guy Fadat et François Leclerc qui l'ont acheté dans un dépôt vente 1 500 francs (230 euros),. Sur l'origine du tableau, les trois chineurs expliquent que « la précédente propriétaire tenait le tableau de son oncle, un pharmacien amateur d'art qui l'avait acquis au début du XXe siècle lors d'une vente aux enchères ».

## Thème et description
Le tableau représente une madonna lactans ou galaktotrophousa, c'est-à-dire : la Vierge, assise sur une caquetoire, allaitant Jésus enfant. À leurs côtés, se trouve Jean-le-Baptiste enfant tenant un fuseau.
Il fut peint a tempera sur une toile de lin très fine recouvrant un panneau en bois de peuplier. L'image, au moment de sa découverte, en est assez altérée en surface par les nombreux repeints, les différents vernis devenus opaques et les salissures incrustées.

## Analyses

### Datation
Selon les différentes analyses scientifiques effectuées entre 1999 et 2005, il daterait d'entre 1480 et 1500. Elles ont été effectuées par Dominique Fromageot (Centre national évaluation photoprotection), dirigées par Jacques Lemaire, ainsi qu'en Italie, à Florence, par Maurizio Seracini (San Diego's Center of Interdisciplinary Science for Art, Architecture and Archaeology), dans le cadre d'analyses complémentaires .

### L'hypothèse d'une attribution à Léonard

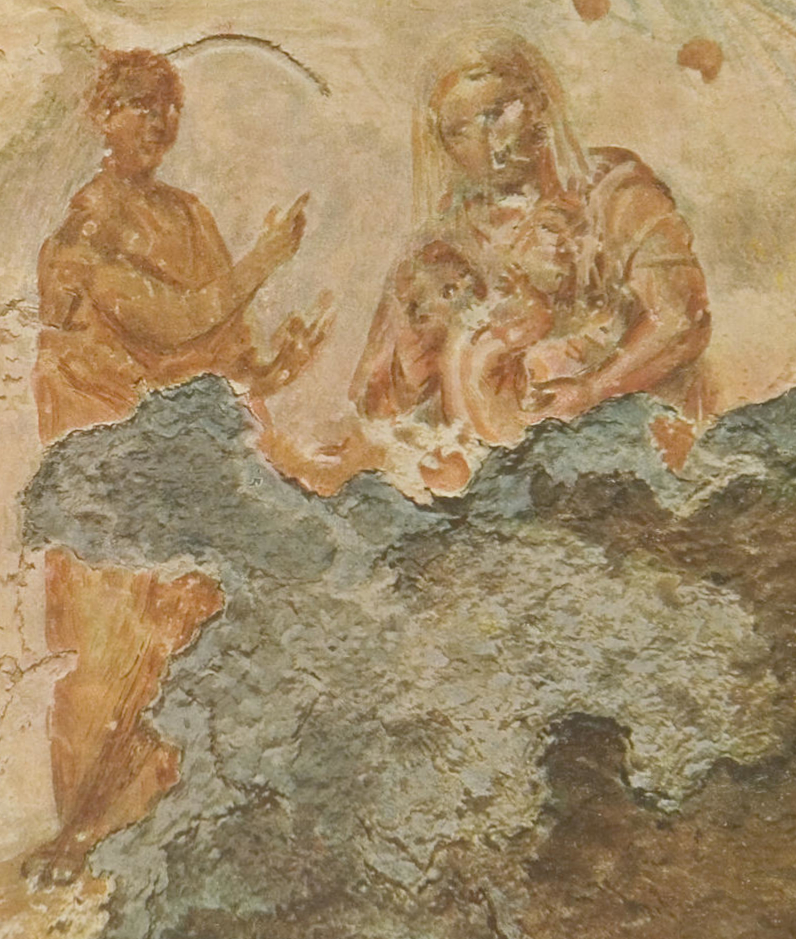
La Vierge à l'Enfant et le prophète Balaam (catacombe de Priscille-Rome, IIe siècle).

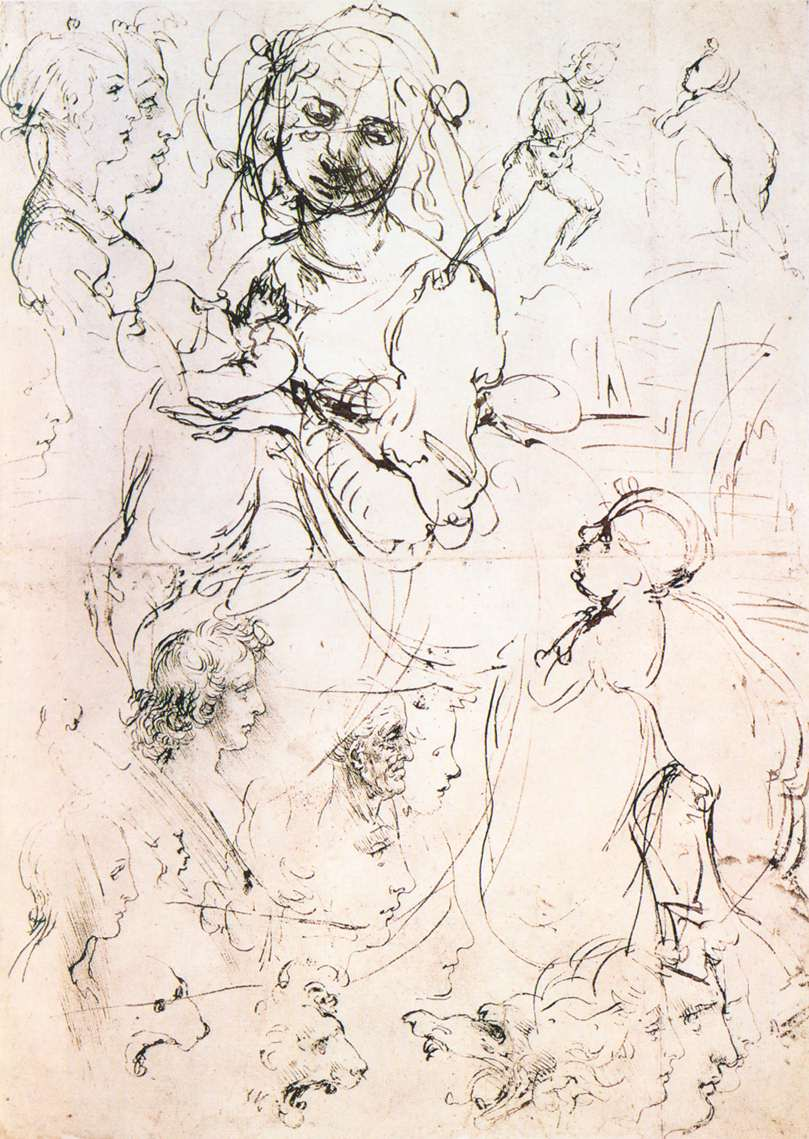
Esquisse de la main de Léonard : au centre la Vierge, l'Enfant et Jean enfant (Windsor Castle, Royal Librarian).

Le motif de la Vierge du lait se trouve dans des esquisses de la main de Léonard de Vinci, notamment sur un dessin conservé dans les collections royales du château de Windsor. Ce thème, très courant avant et pendant la Renaissance, n'est donc pas le propre de Léonard et de ses disciples. Autre constat, quand on examine la liste de représentations de la Vierge allaitant, on remarque simplement que la représentation à trois personnages est plus rare.
L'hypothèse, prudente, d'une attribution à l'entourage de Léonard de Vinci est lancée en 2003 : le trio de découvreurs rencontre Daniel Arasse, qui s'enthousiasme, et rattache le tableau à l'atelier milanais du peintre. Il constate que le jaune de plomb et d'étain de la manche de la Vierge est identique à celui qu'utilisait le maître dans ses tableaux. Arasse suggère que la pose agenouillée de l'une des trois versions ébauchées sur le thème de « Léda et les dioscures » aurait pu être inspirée par une Vénus anadyomène relevée sur un sarcophage romain vu à Rome lors d’un possible voyage effectué par le maître peu après 1500. Il ne serait donc pas du tout déraisonnable de penser que lors de ce très bref séjour de Léonard de Vinci à Rome, il ait également pu trouver dans la Catacombe de Priscille la source d'inspiration de sa Vierge à l'Enfant-Jésus et à l'Enfant-saint Jean. Cette Vierge allaitante à l'Enfant aux côtés du prophète Balaam qui est par ailleurs la plus ancienne version connue de ce motif, peinte sur les murs des catacombes de Rome par les premiers chrétiens au IIe siècle, présente ainsi d'intéressantes similitudes (cf. ci-contre) avec La Madone de Laroque telle qu'elle nous est parvenue.
Consulté en 2003, Carlo Pedretti suggère comme élève et auteur possible, Giampietrino.
En 2017, le chercheur Jean-Pierre Changeux quant à lui, dans son ouvrage La Beauté dans le cerveau, l'attribue directement à Léonard de Vinci, écrivant que  « la contribution directe de la main du maître à cette toile contestée devient évidente » : ce constat fait par Jean-Pierre Changeux, collectionneur et donateur du musée, membre du conseil de la Société des Amis du Louvre  repose sur  un article publié dans la revue américaine Science le 25 juillet 2008 qui laisse entendre qu'une empreinte de Léonard de Vinci se trouve bien sur la peinture.

### La main du maître?
À Chieti, lors de l'exposition du tableau, et à la demande d'Alessandro Vezzosi, des empreintes digitales éventuelles ont été recherchées : ces recherches ont été réalisées en décembre 2007 par l'anthropologue Luigi Capasso et le colonel Gianfranco di Fulvio et son équipe de la police scientifique de Rome. En novembre 2008, le rapport Vezzosi est sans ambiguïtés : parmi les empreintes trouvées sur le tableau, aucune ne correspond aux 200 enregistrées dans la base de données officielle ; Vezzosi n'écarte pas l'attribution à l'atelier de Vinci, qui compte déjà plus de 1 500 travaux en connexion,.
En mars 2007, l'historienne d'art indépendante, par ailleurs connue pour ses positions très polémistes, Maïke Vogt-Lûerssen estimait que ce tableau « est bien de la main de Léonard de Vinci ». Selon elle, le visage de la Vierge figurerait celui d'Isabelle d'Aragon, l'une des proches du peintre.

### Restauration
Entre l'automne 2013 et jusqu'en 2015, La Madone de Laroque se trouve chez Arcanes, dans l’atelier parisien de Cinzia Pasquali, restauratrice de tableaux,.

### Un bilan?
Après vingt quatre ans d'analyses, un consensus se dégage quant à  son attribution « définitive » : les données concernant la date et le rattachement à l'atelier milanais de Léonard sont acquises. Cet atelier fut  l'un des plus influents de son temps et donne naissance aux Leonardeschi.
Pour Jean-Pierre Changeux, par ailleurs membre de l'Association des amis du Louvre, cette peinture contestée, est de la main du maître. L'incertitude perdure.

### Exposition
La Madone de Laroque a été  exposée plusieurs fois depuis sa découverte et à chaque fois, fait l'objet d'analyses. 
En novembre 2006, à Vinci dans l'église Santa Croce. Du 28 novembre au 3 décembre 2007, à Chieti, au musée des Sciences médicales.
Du 18 juillet au 31 août 2009, à Tokyo, au Siège de la Fuji TV ( + 462 000 visiteurs) et fait l'objet d'un reportage dans lequel intervient l'expert Gilles Perrault, puis de nouveau au Japon en mai 2010, elle est examinée cette fois par les professeurs Hidehiro Ikegami, Takayasu Kijima et Hidemi Toriumi de l'université Kokugakuin(Tokyo). Leurs rapports n'ont pas été publiés.[réf. nécessaire]